# Ehrl

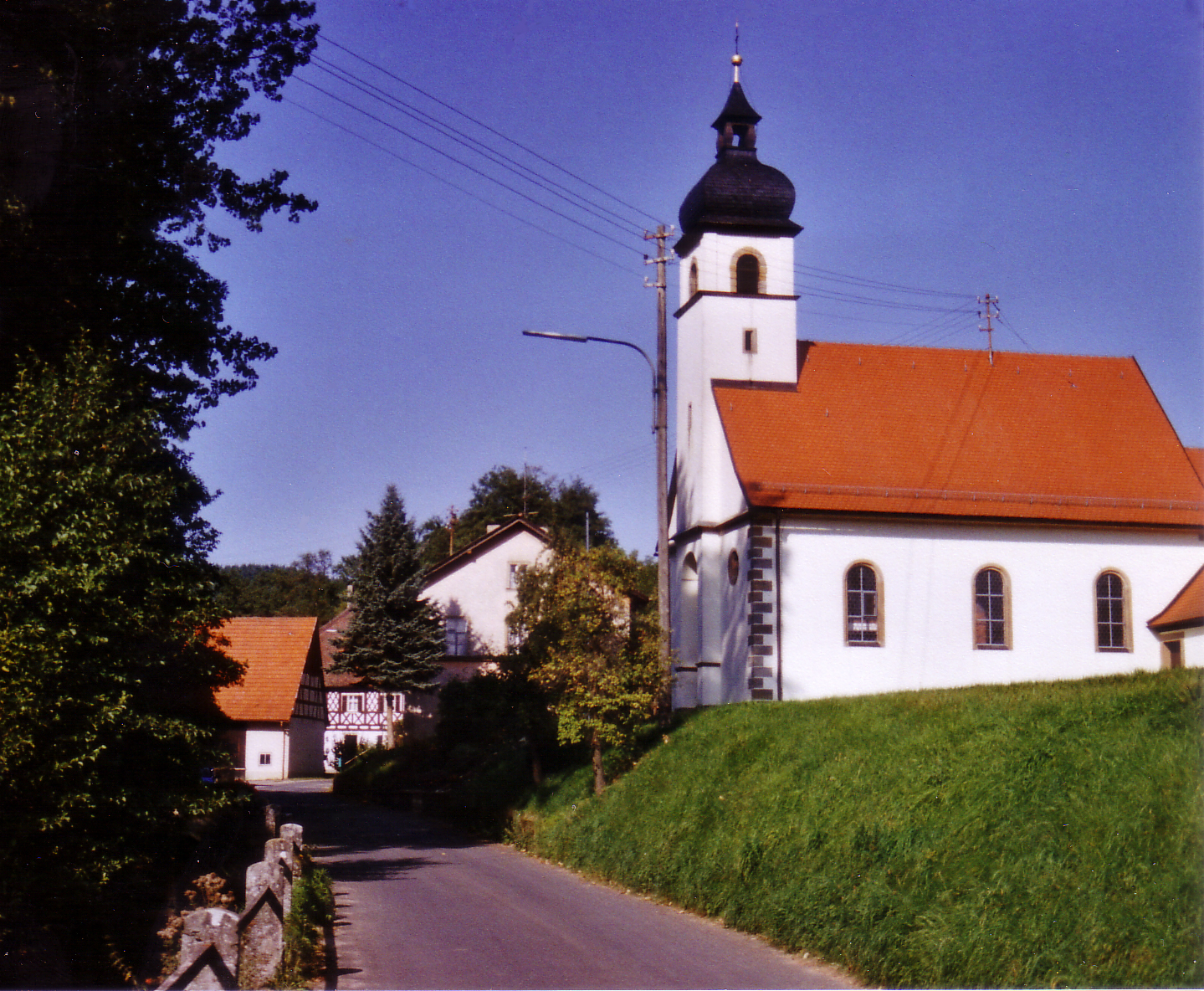
Katholische Filialkirche Beatae Mariae Virginis

Das Kirchdorf Ehrl ist ein Gemeindeteil der Stadt Scheßlitz im oberfränkischen Landkreis Bamberg in Bayern mit 110 Einwohnern (Stand 30. März 2022). 

## Geschichte
Am 1. Mai 1978 wurde der Ort in die Stadt Scheßlitz eingegliedert.

### Ellerbach
Auf einer Brücke über den Ellerbach steht eine Statue des Brückenheiligen Johannes Nepomuk aus dem Jahr 1981. Der Sockel trägt die Inschrift „Liebe überwindet Gewalt“.
Der Stelzenläufer am Ellerbach erinnert an den Spitznamen Bachstelzer. Als der Bach noch flache Ufer hatte, überquerte man das Wasser mit Hilfe von Stelzen. Der Gedenkstein erinnert auch an das Alter des Ortes (750 Jahre) und an die früheren Herrschaften Dompropstei und Kloster Langheim.

## Bilder

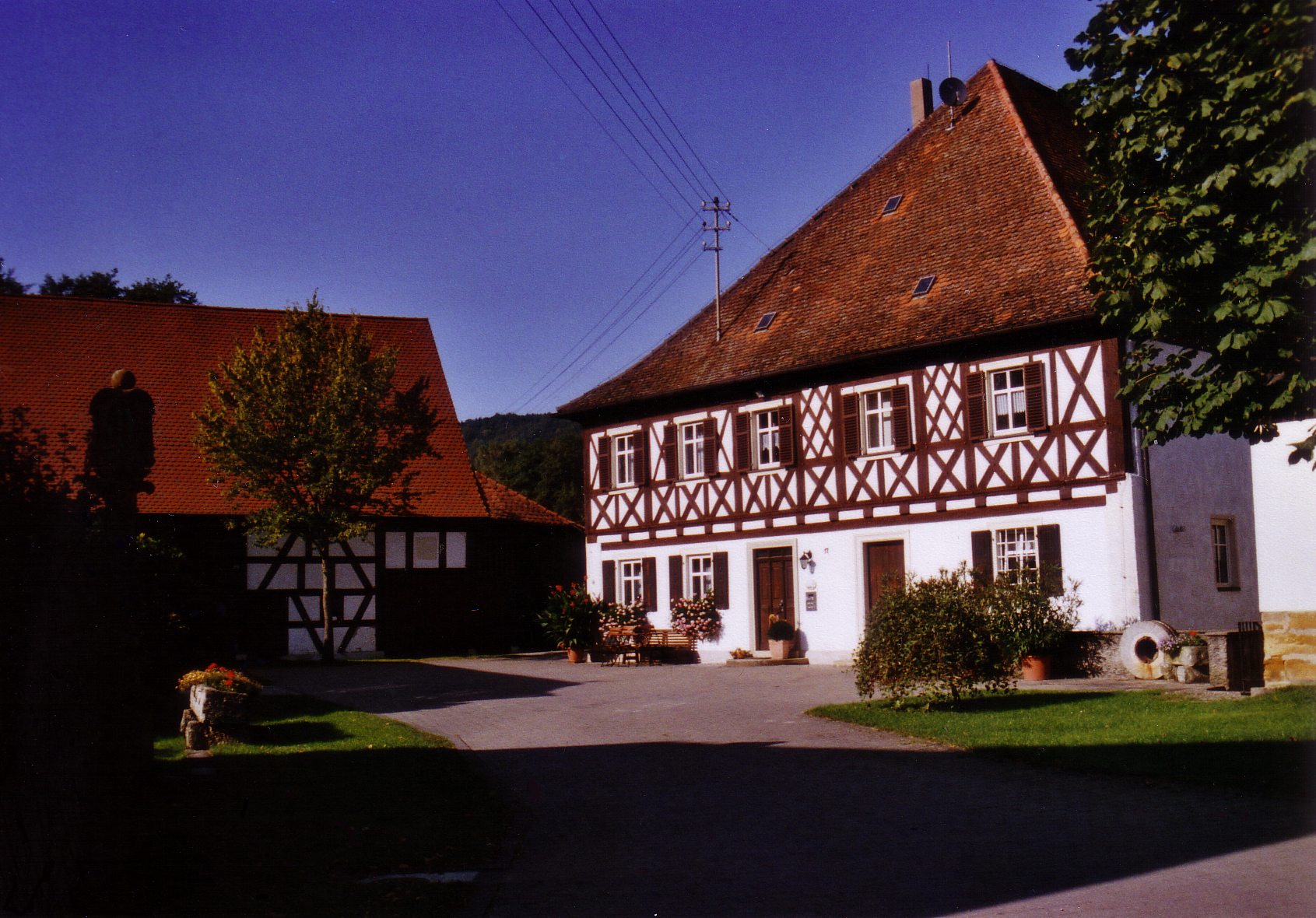
Alte Mühle
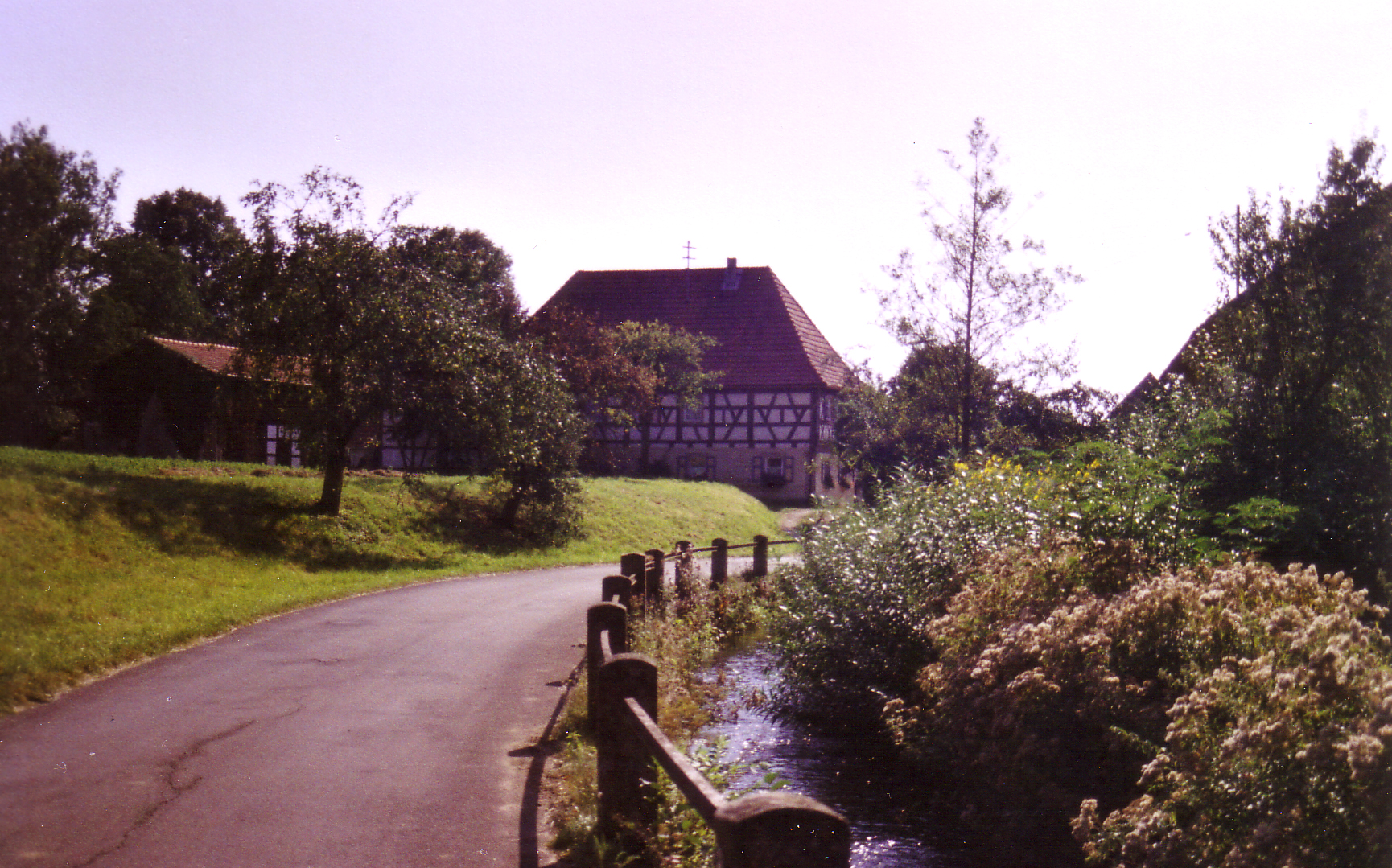
Eingang ins Dorf
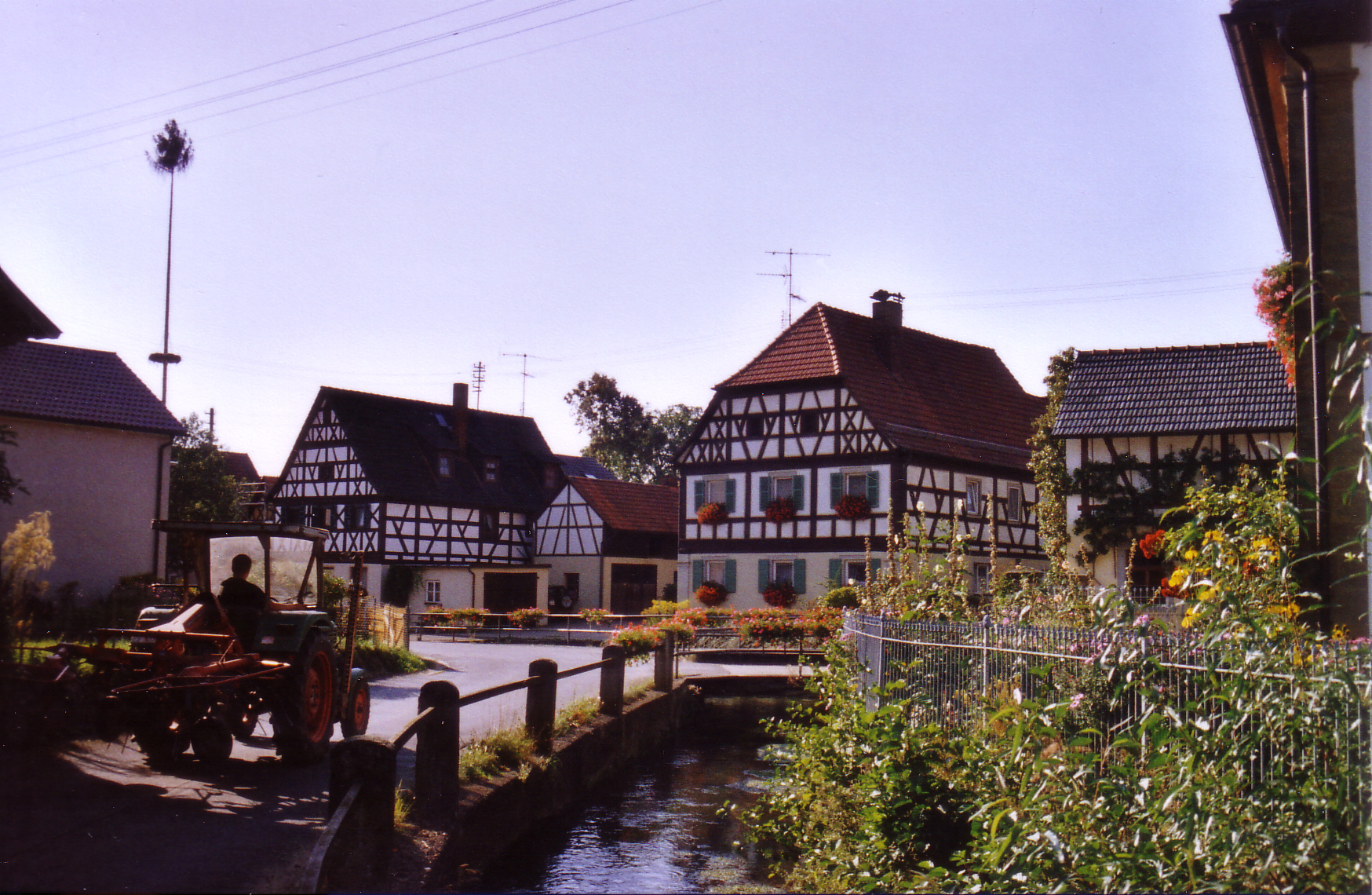
Fachwerkhäuser
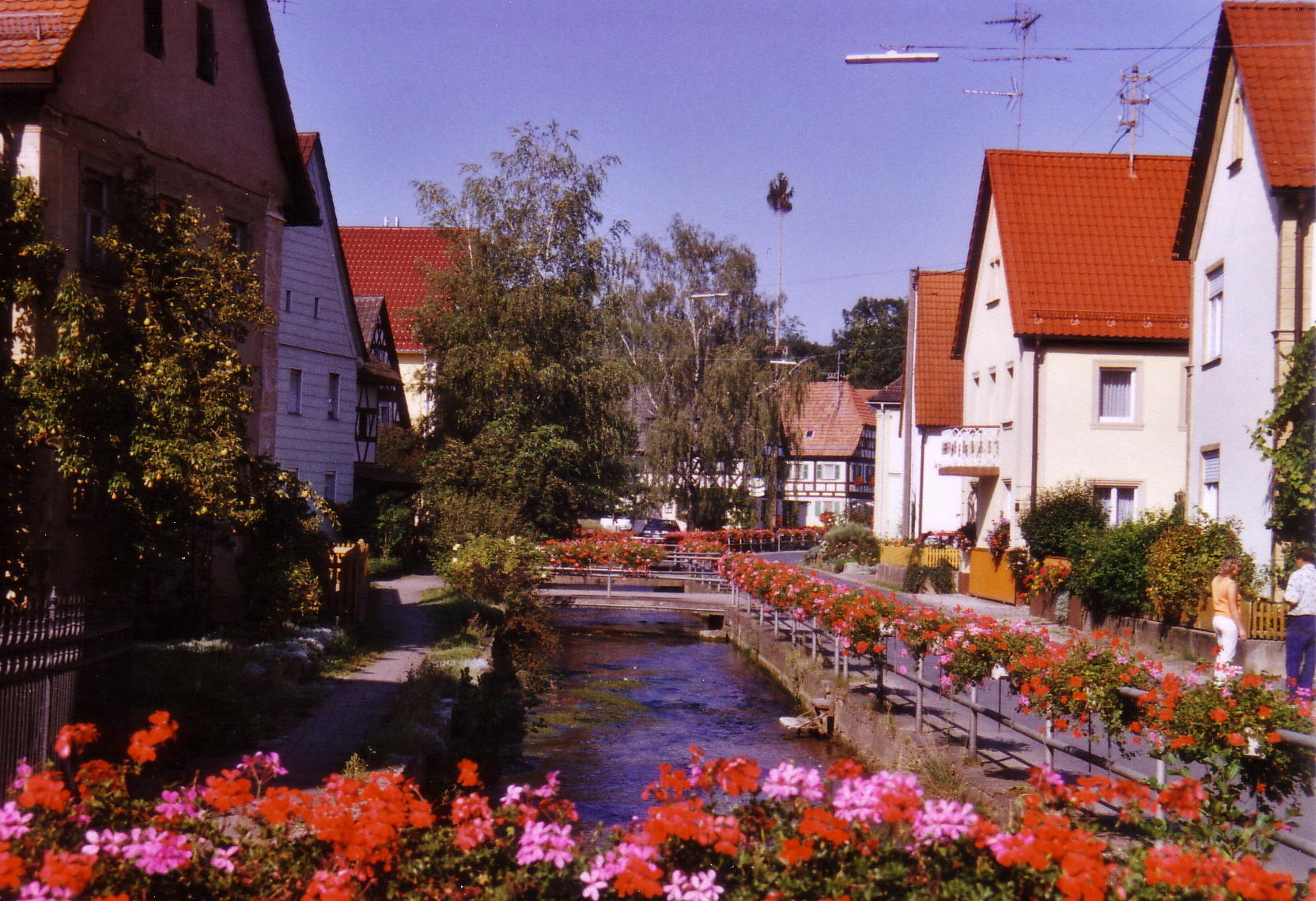
Dorfkern